# Bitch (The Rolling Stones)
Bitch (che in inglese, usato in questo contesto, vuol dire "fregatura") è un brano musicale del gruppo rock inglese dei Rolling Stones, pubblicato nel loro album Sticky Fingers del 1971.
Scritta da Mick Jagger e Keith Richards, Bitch fu registrata agli Olympic Studios di Londra e nel Rolling Stones Mobile Studio di Stargroves nell'ottobre del 1970.

## Il brano
Bitch venne composta durante le sessioni in studio per l'album Sticky Fingers nell'ottobre 1970. Richards era in ritardo quel giorno, ma quando arrivò in studio trasformò un semplice jam session senza pretese nel caratteristico riff di chitarra che contraddistingue la canzone. Andy Johns raccontò: 
La composizione è notevole anche per la sezione fiati che fa da contrappunto al riff chitarristico dopo il ritornello. Mick Jagger disse:

## Formazione
- Mick Jagger - voce solista
- Keith Richards - chitarra solista, cori
- Mick Taylor - chitarra ritmica
- Bill Wyman - basso
- Charlie Watts - batteria
- Bobby Keys - sassofono
- Jim Price - tromba
- Jimmy Miller - percussioni

## Cover e riferimenti in altri media
Il brano fu incluso nell'episodio Bad Risk della sitcom WKRP in Cincinnati. È stato anche reinterpretato dai Goo Goo Dolls, dagli Exodus, dai Great White e dalla Dave Matthews Band.